# Sashimi bocho

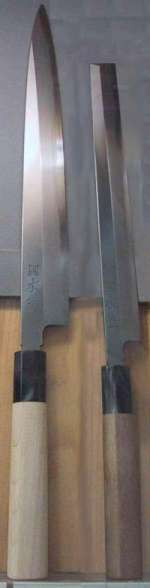
Yanagi ba (esquerda) e tako hiki (direita).

O tako hiki (タコ引, lit. separador de polvo), yanagi ba (柳刃, lit. faca de legumes), e fugu hiki (ふぐ引き, lit. peixeira  de baiacu) são facas largas e finas usadas na culinária do Japão, chamados também de sashimi bocho (刺身包丁) são usados para preparar sashimi, sushis e cortar peixes emariscos.
Similares ao nakiri bōchō, o estilo se difere entre Tokio e Osaka. Em Osaka, o yanagi ba é pontiagudo em sua extremidade, enquanto em Tóquio o hiki tako é retangular. O hiki tako é comumente usado para preparar polvo. Um fugu hiki é semelhante à ba Yanagi, exceto que a folha é mais fina e flexível. Como o próprio nome indica, o fugu hiki é tradicionalmente usado para filetar o sashimi.
O comprimento da faca faz com que seja adequado para cada tipo de peixe. Para peixes maiores, como atum, são utilizadas facas especializados, por exemplo, o Oroshi Hocho de quase dois metros, ou ligeiramente mais curto como o hancho hocho.